# 병인양란록
병인양란록(丙寅洋亂錄, 원제: 병인년양난가사라) 또는 병인양난녹은 1866년 발생한 병인양요에서 전쟁의 참상을 기록한 책이다. 1책의 필사본으로 구성되었다. 이 일기의 원문은 1951년 국제신보를 통해 출판되었다.
강화도의 양반가 여인이 전통과 서구의 근대가 처음으로 폭력적으로 부딪힌 전쟁을 직접 겪고 쓴 한글일기이다. 여러 곳에서 이 일기의 작가가 경주김씨로 알려져 왔으나 족보와 승정원일기를 검토하여 "나주 임씨"가 맞다는 주장이 있다.
작자는 프랑스군이 강화도에서 벌였던 약탈, 여성에 대한 성폭행 행위를 고발했고, 평온했던 강화도가 왜 이렇게 빠지게 되었는지 관심을 가졌고 무기력했던 조선군과 무책임한 지방관의 모습을 포착하였다.:391
오페르트의 엠페러 호의 출현과 로즈 함대의 침략 사실도 기술하였다. 양반가의 여성이라는 신분적 한계를 넘지 못하고 하층민에 대한 차별적 시선을 견지하였던 것 또한 병인양요 당시의 상황을 살피는데 참고된다.:417